# Elisabetta Carlotta del Palatinato-Simmern
Elisabetta Carlotta di Wittelsbach-Simmern (Neumarkt, 19 novembre 1597 – Crossen, 26 aprile 1660) fu una nobile palatina.

## Biografia
Era figlia dell'elettore palatino Federico IV, che fu elettore dal 1583 al 1610, e di Luisa Giuliana di Nassau, figlia di Guglielmo I d'Orange. Sposò a Heidelberg il 24 luglio 1616 Giorgio Guglielmo, elettore di Brandeburgo e Duca di Prussia dal 1619 al 1640. Il matrimonio suggellava l'alleanza tra i vicini Wittelsbach e gli Hohenzollern.
Rimase vedova il 1º dicembre 1640; già tre anni prima suo marito si era ritirato nella regione ai confini con la Prussia. Elettore del Brandeburgo fu loro figlio Federico Guglielmo. Elisabetta Carlotta sopravvisse al marito vent'anni e fu sepolta a Berlino.

## Discendenza
Giorgio Guglielmo e Elisabetta Carlotta ebbero quattro figli:
- Luisa Carlotta (Berlino, 13 settembre 1617-Mitau, 29 agosto 1676);
- Federico Guglielmo I (16 febbraio 1620-29 aprile 1688), successore del padre;
- Edvige Sofia (Berlino, 14 luglio 1623-Schmalkalden, 26 giugno 1683);
- Giovanni Sigismondo (Berlino, 25 luglio 1624-Berlino, 30 ottobre 1624).

## Ascendenze
|                                            |                                  |                                   | Genitori                            |  |  | Nonni |  |  | Bisnonni                    |  |  | Trisnonni                          |  |
|                                            |                                  |                                   |                                     |  |  |       |  |  | Federico III del Palatinato |  |  | Giovanni II del Palatinato-Simmern |  |
|                                            |                                  |                                   |                                     |  |  |       |  |  | Federico III del Palatinato |  |  | Giovanni II del Palatinato-Simmern |  |
|                                            |                                  | Beatrice di Baden                 |                                     |  |  |       |  |  | Federico III del Palatinato |  |  |                                    |  |
| Ludovico VI del Palatinato                 |                                  |                                   |                                     |  |  |       |  |  | Federico III del Palatinato |  |  |                                    |  |
|                                            |                                  | Maria di Brandeburgo-Bayreuth     | Casimiro di Brandeburgo-Bayreuth    |  |  |       |  |  |                             |  |  |                                    |  |
|                                            |                                  | Maria di Brandeburgo-Bayreuth     | Casimiro di Brandeburgo-Bayreuth    |  |  |       |  |  |                             |  |  |                                    |  |
|                                            |                                  | Maria di Brandeburgo-Bayreuth     | Susanna di Wittelsbach              |  |  |       |  |  |                             |  |  |                                    |  |
| Federico IV del Palatinato                 |                                  | Maria di Brandeburgo-Bayreuth     |                                     |  |  |       |  |  |                             |  |  |                                    |  |
|                                            |                                  | Filippo I d'Assia                 | Guglielmo II d'Assia                |  |  |       |  |  |                             |  |  |                                    |  |
|                                            |                                  | Filippo I d'Assia                 | Guglielmo II d'Assia                |  |  |       |  |  |                             |  |  |                                    |  |
|                                            |                                  | Filippo I d'Assia                 | Anna di Meclemburgo-Schwerin        |  |  |       |  |  |                             |  |  |                                    |  |
| Elisabetta d'Assia                         |                                  | Filippo I d'Assia                 |                                     |  |  |       |  |  |                             |  |  |                                    |  |
|                                            |                                  | Cristina di Sassonia              | Ernesto di Sassonia                 |  |  |       |  |  |                             |  |  |                                    |  |
|                                            |                                  | Cristina di Sassonia              | Ernesto di Sassonia                 |  |  |       |  |  |                             |  |  |                                    |  |
|                                            |                                  | Cristina di Sassonia              | Elisabetta di Baviera               |  |  |       |  |  |                             |  |  |                                    |  |
| Elisabetta Carlotta del Palatinato-Simmern |                                  | Cristina di Sassonia              |                                     |  |  |       |  |  |                             |  |  |                                    |  |
|                                            | Guglielmo I di Nassau-Dillenburg | Giovanni V di Nassau-Dillenburg   |                                     |  |  |       |  |  |                             |  |  |                                    |  |
|                                            | Guglielmo I di Nassau-Dillenburg | Giovanni V di Nassau-Dillenburg   |                                     |  |  |       |  |  |                             |  |  |                                    |  |
|                                            | Guglielmo I di Nassau-Dillenburg | Elisabetta d'Assia                |                                     |  |  |       |  |  |                             |  |  |                                    |  |
| Guglielmo I d'Orange                       | Guglielmo I di Nassau-Dillenburg |                                   |                                     |  |  |       |  |  |                             |  |  |                                    |  |
|                                            |                                  | Giuliana di Stolberg-Werningerode | Botho VIII di Stolberg-Werningerode |  |  |       |  |  |                             |  |  |                                    |  |
|                                            |                                  | Giuliana di Stolberg-Werningerode | Botho VIII di Stolberg-Werningerode |  |  |       |  |  |                             |  |  |                                    |  |
|                                            |                                  | Giuliana di Stolberg-Werningerode | Anna di Eppstein-Königstein         |  |  |       |  |  |                             |  |  |                                    |  |
| Luisa Giuliana di Nassau                   |                                  | Giuliana di Stolberg-Werningerode |                                     |  |  |       |  |  |                             |  |  |                                    |  |
|                                            |                                  | Luigi III di Montpensier          | Luigi di Borbone-Vendôme            |  |  |       |  |  |                             |  |  |                                    |  |
|                                            |                                  | Luigi III di Montpensier          | Luigi di Borbone-Vendôme            |  |  |       |  |  |                             |  |  |                                    |  |
|                                            |                                  | Luigi III di Montpensier          | Luisa di Borbone-Montpensier        |  |  |       |  |  |                             |  |  |                                    |  |
| Carlotta di Borbone-Montpensier            |                                  | Luigi III di Montpensier          |                                     |  |  |       |  |  |                             |  |  |                                    |  |
|                                            |                                  | Jacqueline de Longwy              | Giovanni IV di Longwy               |  |  |       |  |  |                             |  |  |                                    |  |
|                                            |                                  | Jacqueline de Longwy              | Giovanni IV di Longwy               |  |  |       |  |  |                             |  |  |                                    |  |
|                                            |                                  | Jacqueline de Longwy              | Giovanna d'Angoulême                |  |  |       |  |  |                             |  |  |                                    |  |
|                                            |                                  | Jacqueline de Longwy              |                                     |  |  |       |  |  |                             |  |  |                                    |  |